# Ritmo Romántica
Ritmo Romántica es una emisora de radio peruana. Su programación se basa en música romántica en español. Se encuentra dirigido al público juvenil y adulto contemporáneo (femenino y masculino) Es propiedad de CRP Radios.
Su estación principal es OCZ-4A FM, la cual transmite en la frecuencia 93.1 MHz de la banda FM de Lima. La emisora posee varias estaciones repetidoras a nivel nacional, además transmite vía Internet en el resto del país y en todo el mundo.

## Historia
Fue lanzada al aire el 10 de octubre de 1990 luego de la última emisión de Radio Super FM, una estación musical que emitió bajo la misma frecuencia en los años 1980. Inició con el nombre de Radio Ritmo y su programación se basaba en el pop latino. Luego de pocos años, su programación viró al pop y rock.
En 1994, la radio cambió de formato a uno variado para un público de clase popular en lugar de uno internacional. A inicios de 1998, tras la creación de Radiomar Producciones como empresa, la emisora cambia de programación a baladas en español de los años 1980 a la actualidad, bajo el nombre de Ritmo Romántica.
En octubre de 2008, Ritmo Romántica se convirtió en la única emisora de baladas del país tras la desaparición de sus competidoras Radio A y Radio Corazón. Según Apoyo en 2004, esta emisora fue la mayor sintonizada de su tipo, especialmente en sectores económicos medio a bajo. Este se complementa con programas de consejería como Entre la arena y la luna, conducido por Blanca Ramírez y cuyo formato es uno de los más longevos en emitirse. Con el paso de la década del 2010, la emisora comienza a retirar las baladas de la década de 1980 de su programación y añadió baladas de los años 2010. Además, la radio organizó el Festival de Baladas, en que reunieron a los artistas representativos del género Luis Fonsi, Axel y Río Roma en 2014, y el ganador de La voz Daniel Lazo en 2017.
En 2018, Ritmo Romántica lanzó la campaña «Seguimos siendo las mismas», para reflejar su postura conservadora en su programación de música romántica contemporánea y no depender de otros estilos. Sin embargo, al año siguiente añade géneros de reguetón y pop latino a su programación sin perder el requerimiento de llevar letras de amor. En marzo de 2019, debido a la baja audiencia que recibía, la estación retira las canciones de reguetón.[cita requerida]
Según CPI, en 2020, cuenta con 2.85 millones de escuchas a la semana. Su principal audiencia es el público femenino, cerca de un 70%.
En la renovación de 2023 su programación consta de espacios musicales con segmentos hablados.
En enero del 2023, Ritmo Romantica Abandandona 9 frecuencias que poseía a Nivel Nacional , 4 frecuencias fueron reemplazadas por Radio Moda, 2 frecuencia fueron reemplazadas por Radio Nueva Q y 3 frecuencia fue remplazada por Radio La Inolvidable, en ese mismo mes aumento una 4 frecuencias, quedando con 19 frecuencias que posee a nivel nacional.
En 2024, 5 frecuencias fueron reemplazadas por Radiomar, quedando con 14 frecuencias que posee a nivel nacional.

## Frecuencias

### Actuales
- Ancash - Chimbote - 96.9 FM

- Arequipa - 98.3 FM

- Cajamarca - 93.7 FM

- Cusco - 98.5 FM

- Huánuco – 101.7 FM

- Ica - 93.1 FM

- Junín - Huancayo - 95.9 FM

- La Libertad - Trujillo - 95.3 FM

- Lambayeque - Chiclayo - 91.5 FM

- Lima - 93.1 FM

- Loreto - Iquitos - 93.1 FM

- Piura - Paita - 99.9 FM

- Piura - 93.7 FM

- Piura - Sullana - 105.3 FM

- Piura - Talara - 100.5 FM

- Puno - 97.7 FM

- Puno - Juliaca - 98.9 FM

- Tacna - 94.9 FM

- Ucayali - Pucallpa - 93.7 FM

### Anteriores (1990 - 2023, 2024, 2025)
- Abancay - 94.5 FM (Remplazado por Nueva Q)

- Barranca - 89.7 FM (anteriormente Radio La Inolvidable, actualmente Radio Moda)

- Cañete - 107.7 FM (Reemplazado por Radiomar)

- Cerro de Pasco - 94.5 FM (Reemplazado por Radio Moda)

- Chincha - 105.7 FM (Reemplazado por Radiomar)

- Chimbote - 88.3 FM (Reemplazado por Radiomar)

- Huancabamba - 105.7 FM (Reemplazado por Radio Moda)

- Huacho - 104.1 FM (anteriormente Radio La Inolvidable actualmente Radio Platino) (Local)

- Huacho - 100.5 FM (Actualmente Frecuencia No Canalizada)

- Huari - 101.1 FM (Reemplazado por Radiomar)

- Huaraz - 93.3 FM (anteriormente Radio La Inolvidable, actualmente Radio Nueva Q)

- Mancora - 100.9 FM (anteriormente Radio La Inolvidable, actualmente Radiomar)

- Ilo - 106.3 FM (reemplazado por Radiomar)

- Jaén - 104.5 FM (Remplazado por Nueva Q)

- Puno - 93.7 FM (Remplazado por Radiomar)

- Ate Vitarte - 91.5 FM (anteriomente vendido por Radio la Cajita Musical (pirata), actualmente frecuencia no canalizada)

- Cerro de Pasco - 94.5 FM (Reemplazado por Radio Moda)

- Sicuani - 105.7 FM (anteriormente Radio La Inolvidable, actualmente Radio Nueva Q)

- Tingo Maria - 105.3 FM (Reemplazado por Radio Moda)

- Tumbes - 90.5 FM (Reemplazado por Radiomar)